# نيلسون نورمان
نيلسون نورمان (بالإنجليزية: Nelson Norman)‏ هو لاعب كرة قاعدة دومينيكاوي، ولد في 23 مايو 1958 في سان بيدرو دي ماكوريس في جمهورية الدومينيكان.

## وصلات خارجية
- نيلسون نورمان على موقع دوري كرة القاعدة الرئيسي (الإنجليزية)
- نيلسون نورمان على موقعبيزبول رفرنس.كوم (الدوري الرئيسي) (الإنجليزية)
- نيلسون نورمان على موقعبيزبول رفرنس.كوم (الدوري الثانوي) (الإنجليزية)